# Guillaume III Le Maire (évêque)

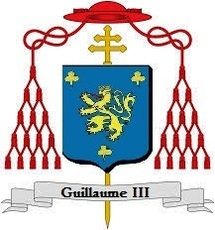
Armoiries : d'azur, au lion d'or, accompagné de trois trèfles de méme, deux et un. L'écu est adossé à une crosse d'or en pal.

Guillaume Le Maire fut évêque d'Angers de 1291 à 1317, sous le règne de Philippe IV le Bel.

## Biographie
Guillaume Le Maire devient évêque d'Angers en février 1291, succédant à Nicolas Gelent. Le prélat entre dans la cité angevine et prend possession de son diocèse.
Guillaume Le Maire appuiera son souverain dans sa démarche de confiscation des biens des Templiers qui mènera finalement à la dissolution de cet ordre.  
Le 13 octobre 1311, Guillaume Le Maire participe à l'ouverture du Concile de Vienne. Ce concile œcuménique doit décider de l'avenir de l'ordre du Temple. Il rédigea l'avis suivant dans un mémoire présenté lors de ce concile sous le nom de "Gesta Guillelmi Majori Andeg. episc. ab ipsomet relata" : "Il y a, dit l'évêque, deux opinions au sujet des Templiers ; les uns veulent détruire l'Ordre sans tarder, à cause du scandale qu'il a suscité dans la Chrétienté et à cause des deux mille témoins qui ont attesté ses erreurs ; les autres disent qu'il faut permettre à l'Ordre de présenter sa défense, parce qu'il est mauvais de couper un membre si noble de l'Église sans discussion préalable. Eh bien, je crois, pour ma part, que notre seigneur le pape, usant de sa pleine puissance, doit supprimer ex officio un ordre qui, autant qu'il a pu, a mis le nom chrétien en mauvaise odeur auprès des incrédules et qui a fait chanceler des fidèles dans la stabilité de leur foi."
En 1317, Guillaume Le Maire évêque d'Angers prête serment au nouveau roi de France Philippe V, dans le château de Villevêque, la résidence épiscopale des évêques d'Angers.

## Sources
1. ↑  Richard et Giraud, Bibliothèque sacrée, historique et dogmatique, Éditions Boiste fils aîné, Paris : 1824 ; pp 472-473
2. ↑  « Mac Benach ! MacBenach ! Pour Jacques de Molay, dernier Grand Maître de l'Ordre… », sur jacquesdemolay.info via Wikiwix (consulté le 16 octobre 2023).